# São Simão de Litém
São Simão de Litém é uma povoação portuguesa do Município de Pombal, no distrito de Leiria, fazendo parte da região Centro, que foi sede da extinta Freguesia de São Simão de Litém, freguesia que tinha 1 382 habitantes (2011), 16,03 km² de área e, por isso, uma densidade populacional de 86,2 hab/km². 
A Freguesia de São Simão de Litém foi extinta (agregada), pela última Reorganização administrativa do território das freguesias, de acordo com a Lei nº 11-A/2013 de 28 de Janeiro, tendo o seu território sido agregado ao das Freguesias de Santiago de Litém e de Albergaria dos Doze para constituir a União das freguesias de Santiago e São Simão de Litém e Albergaria dos Doze com sede em Albergaria dos Doze.
A Freguesia de São Simão de Litém era limitada a sul pelas freguesias de Albergaria dos Doze e de Memória, a sudoeste pela freguesia das Colmeias, a norte e nascente pela freguesia de Santiago de Litém e a poente pela freguesia de Vermoil.

## População
| População da freguesia de São Simão de Litém | População da freguesia de São Simão de Litém | População da freguesia de São Simão de Litém | População da freguesia de São Simão de Litém | População da freguesia de São Simão de Litém | População da freguesia de São Simão de Litém | População da freguesia de São Simão de Litém | População da freguesia de São Simão de Litém | População da freguesia de São Simão de Litém | População da freguesia de São Simão de Litém | População da freguesia de São Simão de Litém | População da freguesia de São Simão de Litém | População da freguesia de São Simão de Litém | População da freguesia de São Simão de Litém | População da freguesia de São Simão de Litém |
| -------------------------------------------- | -------------------------------------------- | -------------------------------------------- | -------------------------------------------- | -------------------------------------------- | -------------------------------------------- | -------------------------------------------- | -------------------------------------------- | -------------------------------------------- | -------------------------------------------- | -------------------------------------------- | -------------------------------------------- | -------------------------------------------- | -------------------------------------------- | -------------------------------------------- |
| 1864                                         | 1878                                         | 1890                                         | 1900                                         | 1911                                         | 1920                                         | 1930                                         | 1940                                         | 1950                                         | 1960                                         | 1970                                         | 1981                                         | 1991                                         | 2001                                         | 2011                                         |
| 1 968                                        | 2 043                                        | 2 406                                        | 3 240                                        | 3 655                                        | 4 071                                        | 1 939                                        | 2 665                                        | 3 260                                        | 3 080                                        | 2 343                                        | 1 852                                        | 1 638                                        | 1 605                                        | 1 382                                        |

Com lugares desta freguesia foi criada em 1923 a freguesia de Albergaria dos Doze